# Rey Volpato
Rey Volpato (ur. 27 sierpnia 1986 w Dolo) – włoski piłkarz występujący na pozycji napastnika. Obecnie gra w Bari.
Zawodową karierę rozpoczynał w Calcio Padova, z którego w 2004 roku przeniósł się do Juventusu. Co sezon był jednak wypożyczany do różnych klubów, w których miał szansę na grę. Na tej zasadzie trafiał kolejno do Sieny oraz Arezzo. W 2007 roku połowę praw do karty Volpato za milion euro wykupiło Empoli FC, a w 2008 roku drugą połowę za pięć milionów euro nabyło Bari. W 2009 roku został wypożyczony do Piacenzy Calcio. Latem 2009 stał się definitywnie zawodnikiem AS Bari, a 29 stycznia 2010 roku został wypożyczony do Gallipoli Calcio, a latem wrócił do Bari.